# Parc Nacional d'Al Hoceima
El Parc nacional d'Al Hoceima (amazic: ⴰⴼⵔⴰⴳ ⴰⵏⴰⵎⵓⵔ ⵏⵍⵃⵓⵙⵉⵎⴰ; àrab: المنتزه الوطني بالحسيمة, al-Mutanazzah al-waṭanī bi-l-Ḥusayma) és un parc nacional que està situat en la façana nord del Mediterrani del Marroc, a l'oest de la ciutat d'Al Hoceima, a la regió de la tribu bocoya a 150 km a l'est de l'Estret de Gibraltar amb una superfície terrestre i marina de 310 km². Compta amb nombroses zones de gran valor biològic on domina el litoral de costes rocoses salvatges poc explotades. El massís calcari d'uns 40 km. que constitueix aquest litoral continua fins al mar formant penya-segats que aconsegueixen 700 m creant un paisatge d'una diversitat tant geogràfica com a biològica.

## Descripció
Els aduars més importants de la zona són els d'Aduz i Tausart pertanyents al municipi de Ruadi, famós pel seu Soc el Had Ruadi.

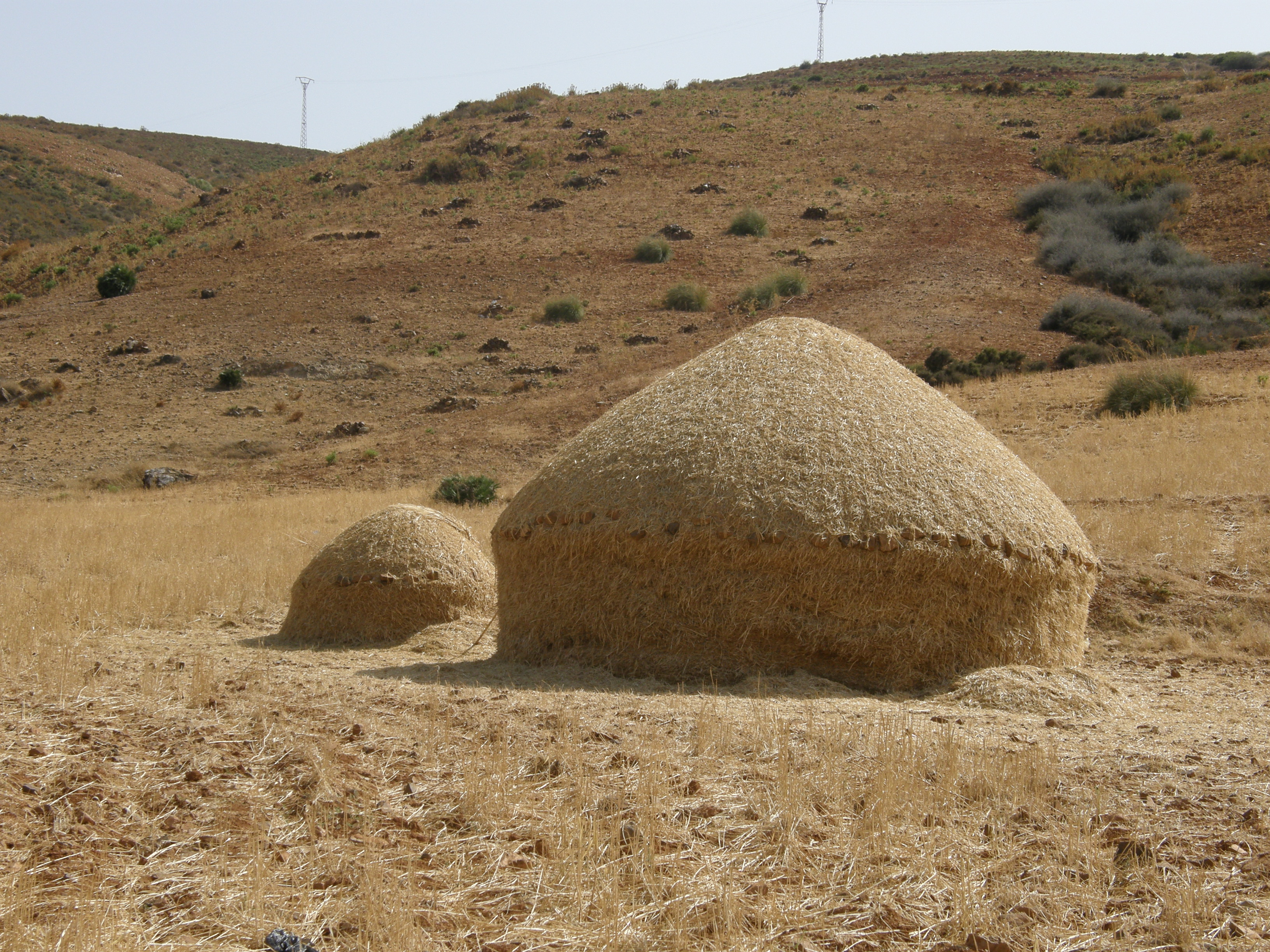
Pallers al Parqc nacional.

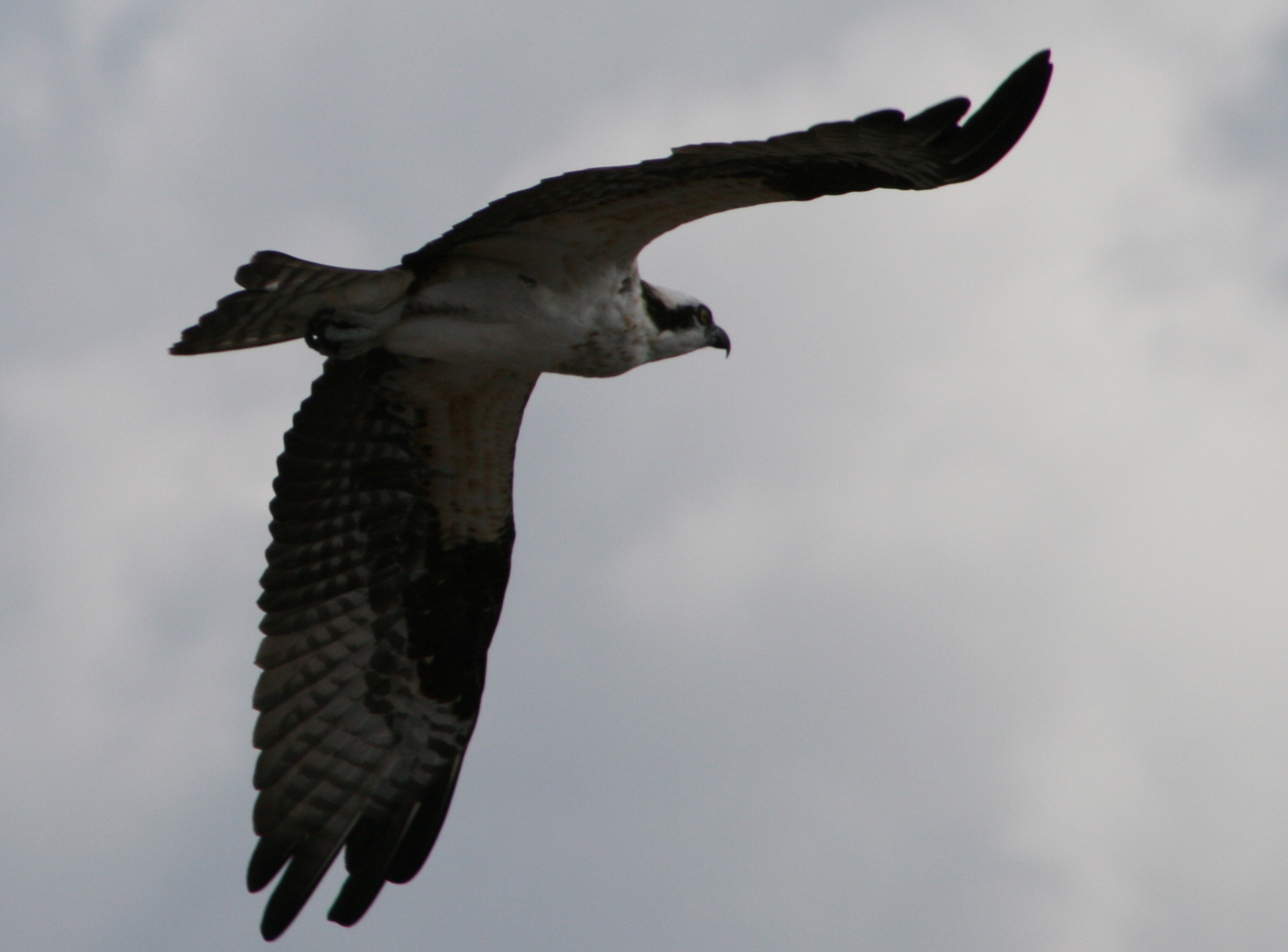
Àguila pescadora.

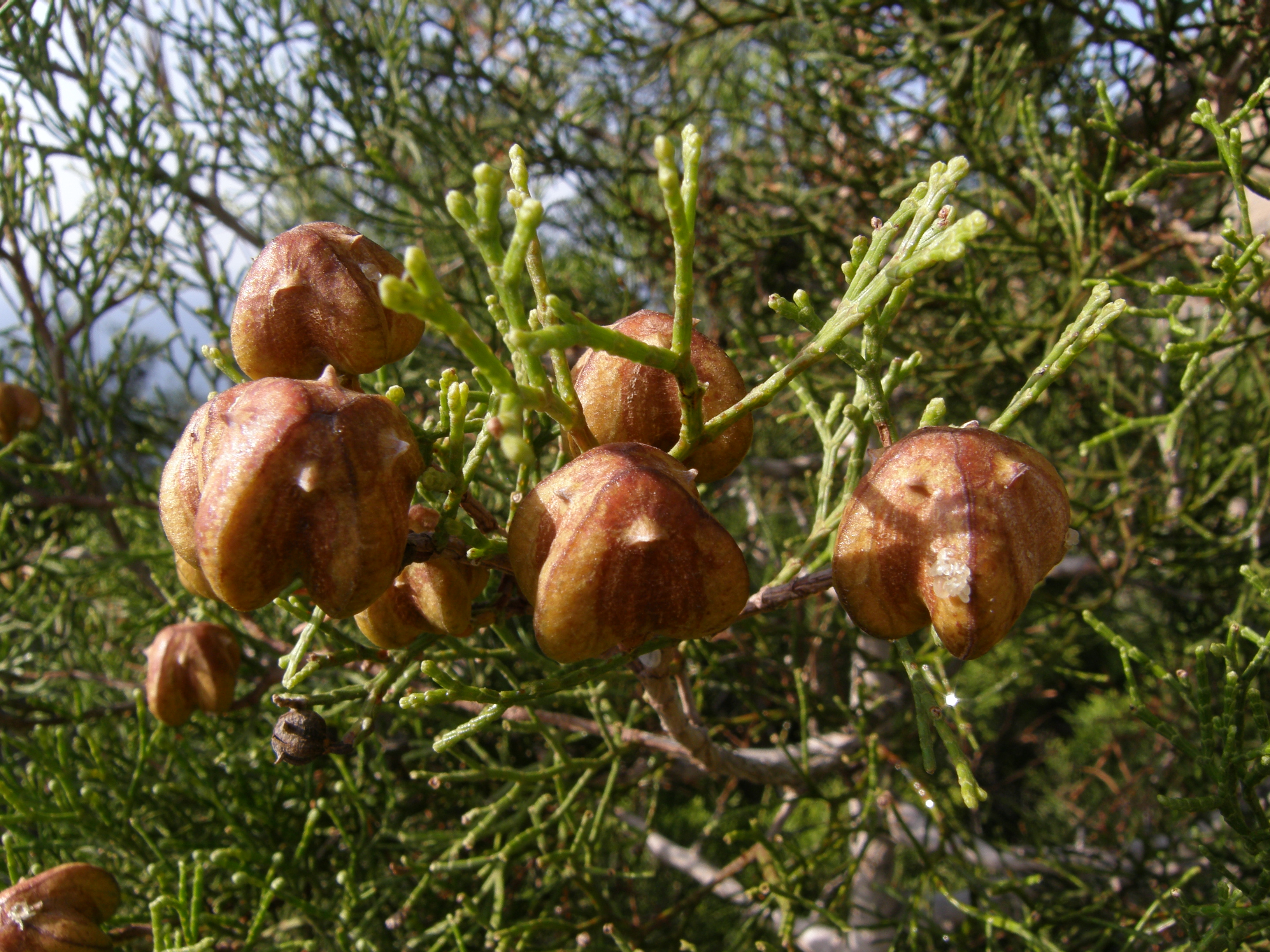
Pinyes de Tetraclinis articulata al Parc nacional d'Al Hoceima.

Els principals valors del parc són la seva vegetació mediterrània que en alguns llocs es troba molt bé conservada, amb exemplars d'araar entre altres espècies forestals i per aus com l'àguila pescadora que té la millor població del Mediterrani en aquestes costes i la gavina corsa que nidifica a les illes Chafarinas i l'illa de Tierra, a la Badia d'Alhucemas, però passa gran part del temps en les aigües del parc.
En la seva costa es troba el penyal de Vélez de la Gomera. Originalment era una illa, però a causa d'un terratrèmol que va tenir lloc en 1930 l'illot va resultar unit de forma permanent a terra ferma. Est constitueix una de les "Places de Sobirania" espanyoles al costat del territori marroquí, relíquies de la història.

## Geologia
El parc s'assenta en una zona amb relativa activitat sísmica. De fet, en 2004 es va produir l'últim terratrèmol d'importància, si bé uns altres van tenir lloc en 1994, 1930,...

## Biodiversitat
La vegetació del parc nacional consisteix en un bosc dominat per araar i acompanyat de diverses espècies d'arbustos mediterranis, com Pistacia lentiscus, Periploca angustifolia, Ephedra fragilis, etc.
Les aigües del parc són importants per la població de gavina corsa que nidifica s les properes Illes Chafarinas a més d'acollir una de les millors poblacions d'àguila pescadora a la Mediterrània.

## Conservació
El parc nacional ha rebut el suport d'un bon nombre de projectes de cooperació, molts d'ells espanyols. Entre elles, UICN, SEO/BirdLife, MPDL i ACTLC, i un bon nombre d'ONG locals.
La gavina corsa i l'àguila pescadora són objecte de sengles plans de gestió realitzats per l'administració del parc en col·laboració amb SEO/BirdLife i finançament de l'AECID.

## Ecoturismo
S'han dissenyat circuits d'ecoturisme al parc nacional, amb albergs que faciliten la realització de recorreguts a peu o amb bicicleta. Les ONG ACTLC i MPDL han tingut un paper particular a desenvolupar aquest sector.